# Lara van Ruijven
Lara Victoria van Ruijven (Naaldwijk, 1992. december 28. – Perpignan, 2020. július 10.) világbajnok, olimpiai bronzérmes holland rövidpályás gyorskorcsolyázó.

## Élete
Hatévesen kezdett el korcsolyázni, majd barátja, Adwin Snellink ösztönzésére a rövidpályás gyorskorcsolyát választotta. 2006 januárjában szerepelt először hazai rendezésű kupán, ahol 500 méteren 6. lett, míg első debütálása nemzetközi versenyen 2010-ben volt. Nem sokkal később a svédországi Malmőben – mint a női váltótagja – aranyéremmel zárta a 2013-as Európa-bajnokságot. 2020-ig a női váltóval – a 2018-as év kivételével – minden évben felállhatott a dobogó valamelyik fokára, 2019-ben és 2020-ban kétszer is.
A 2019-es szófiai rövidpályás-világbajnokság 500 méteres döntőjében az első helyen végzett, egy évvel korábban a váltóval ezüstérmet szerzett, a legjobb olimpiai eredménye pedig egy bronzérem volt – a holland váltó tagjaként 2018-ban – Phjongcshangból. Ugyanitt 500 méteren a 20., 1000 méteren pedig a 13. helyen végzett. Négy évvel korábban, 2014-ben ott volt Szocsiban is, de itt 500 méteren csak a 17. helyet sikerült megszereznie.
2020 nyarán a Pireneusok francia oldalán, a holland nemzeti válogatottal edzőtáborozott, amikor június 25-én rosszul lett és immunrendszeri betegséggel kórházba került, ahol mesterséges kómában tartották napokon keresztül, de az állapota nem javult. 2020. július 10-én, 27 évesen a franciaországi Perpignan város kórházban meghalt.